# Christian Habekost

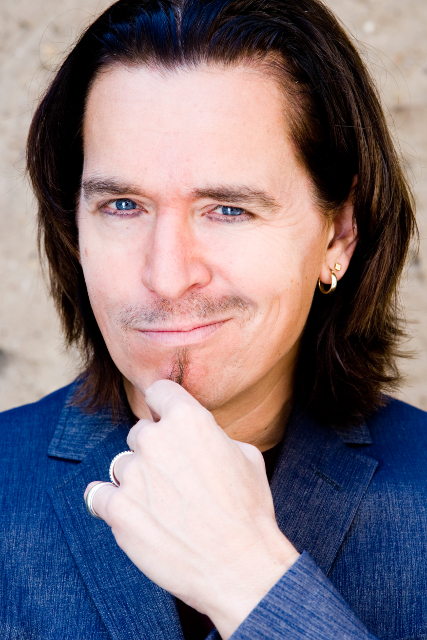
Christian Habekost 2009

Christian Konrad Ernst „Chako“ Habekost (* 27. März 1962 in Mannheim) ist ein deutscher Comedian, Kabarettist und Calypso-Sänger.

## Biografie
Christian Habekost wuchs in Mannheim auf. Nach Abitur und Zivildienst als Rettungssanitäter folgte das Studium der Anglistik, Germanistik und Politischen Wissenschaft in Mannheim, London und Kingston, Jamaika. 1991 promovierte er über karibische Performance- und Musik-Dichtung und bestand mit summa cum laude. Er verfasste die Bücher Dub Poetry, 19 Poets (u. a. mit Werkanalysen von Linton Kwesi Johnson und Mutabaruka) sowie Verbal Riddim.
Bereits im Studium als Bühnenperformer tätig, vertiefte Christian Habekost sich während seiner längeren Studienaufenthalte in der Karibik auch künstlerisch in die karibische Musik insbesondere Jamaikas und Trinidad und Tobagos. Als erster weißer Europäer trat er schließlich im Januar 1994 unter dem Namen „Chako“ mit seiner damaligen Frau Bettina („Chako & Tina“) beim Karneval in Trinidad und Tobago vor mehr als 10 000 Menschen im National Stadium von Port of Spain auf. Sein Calypso Whitey wurde dort zum Überraschungs-Hit und so auch in Deutschland bekannt. Das heute-journal berichtete über den „Calypso-King aus Mannheim“.
Es folgten weitere Auftritte bei Soca- und Calypso-Shows in New York und Toronto („Soca Monarch of the World Competition“, 1994, 3. Platz) sowie weitere Auftritte beim Trinidad Carnival in den Jahren 1995 und 1996. 1994 erhielt Habekost einen Plattenvertrag bei WEA Records und veröffentlichte dort seine Maxi-Single „Ragga Riddim ist der Boss“, eines der ersten deutschsprachigen Reggae-Lieder. 1996 strahlte die ARD in der Reihe Teleglobus ein halbstündiges Dokumentarfilm-Feature über Christian und Bettina Habekost aus.
In der Folgezeit trat Christian Habekost, ebenfalls unter dem Pseudonym Chako, als Comedian und Kabarettist auf. Fernsehauftritte in Sendungen wie Ottis Schlachthof, Wat is? (WDR), Wer zuletzt lacht ...! (SAT 1), Hüsch & Co. (SR) machten ihn überregional bekannt. Gemeinsam mit Dieter Hallervorden arbeitete er von 1998 bis 2003 als Autor und Darsteller in der ARD-Show „Hallervordens Spott-Light“. Mehrfach stand Chako Habekost von 2004 an mit dem Sänger Xavier Naidoo auf der Bühne, so etwa während der „Bist du am Leben interessiert“-Tour 2006 und der „O live lait“-TV-Show. Im Rhein-Neckar Fernsehen moderierte Chako Habekost von 2007 bis 2008 den „Comedy Club Pfingstweide“.
2005 gründete Habekost seine eigene achtköpfige Band und setzte mit der Chako Music Show ein lange geplantes Projekt um, Comedy und deutsche Texte mit karibisch-lateinamerikanischen Rhythmen zu verbinden. Das erste Album PaLatinos erschien im selben Jahr.
Seit 1996 tritt Chako Habekost mit Solo-Programmen für die Bühne auf. In ihnen setzt sich der Comedian und Kabarettist intensiv mit seiner heimatlichen (Kur-)Pfälzer Mundart auseinander. Dabei überträgt er auch die rhythmisierten Dichtungsformen der Karibik auf den eigenen Dialekt („Dub Poetry auf pfälzisch“).
Chako Habekosts zahlreiche Rap- und Performance-Texte, insbesondere „Mei Sprooch“ (erschienen auf der CD „Habekostbarkeiten“ sowie in den Büchern „Chako babbelt wie gedruckt“ und „vun unne“), „De MundArtischt“, „MundArtacke“ (erschienen auf gleichnamiger CD), „De Bappe-Räpp“ (erschienen auf der CD „rischdisch.falsch.gebabbelt“), „Ode an das Dubbeglas“ (erschienen auf der CD „Der Palatinator“) und „Gebet“ machen ihn heute zu einem Vertreter der modernen pfälzischen Dichtung.
Dem deutschen Fernsehpublikum als Darsteller bekannt wurde Habekost in seiner Rolle des „Casino-Klaus“ in dem 2015 vom SWR produzierten TV-Mehrteiler Pälzisch im Abgang.
Er ist seit 2012 mit Britta Habekost verheiratet.

## Bühnenprogramme
| Programm                                                | Premiere          |
| ------------------------------------------------------- | ----------------- |
| De MundArtischt                                         | 1996              |
| Rischdisch.falsch.gebabbelt                             | Juni 2002         |
| Der Wellnässer                                          | 2003              |
| Chako Music Show (mit Los Rebeldes Orquestra)           | 2004              |
| De Lokalpatri(di)ot                                     | April 2005        |
| MundARTacke!                                            | Oktober 2007      |
| De AllerÄrgschd                                         | Februar 2010      |
| Schäni B’scherung                                       | 2012              |
| Chakos HabeKostbarkeiten (S’Beschde vum Beschde)        | März 2012         |
| Der Palatinator                                         | 28. November 2013 |
| (F)Rohe Woinacht                                        | 11. Dezember 2014 |
| De Weeschwie’sch-MÄN                                    | 13. Oktober 2016  |
| De Edle Wilde                                           | 31. Oktober 2018  |
| Life is Ä Comedy                                        | 2022              |
| CHAKOs GOSCHpel-Show (Weihnachts- und Neujahrsprogramm) | 2023              |

## Filmografie
- 2015: Pälzisch im Abgang
- 2018: Hiwwe wie Driwwe – Pfälzisch in Amerika

## Diskografie

### Platten- und CD-Veröffentlichungen in Deutschland
- Ragga Riddim ist der Boss : WEA Records, 1994
- Chako live & direkt : Palatina Viva, 1998
- Dialektisch gsehe : Palatina Viva, 2000, ISBN 3-935071-01-9
- Der Endsieg des Kaputtalismus : Palatina Viva, 2001, ISBN 3-935071-04-3
- Rischdisch.falsch.gebabbelt. : Palatina Viva, 2002, ISBN 3-935071-09-4
- Der Wellnässer : Palatina Viva, 2003, ISBN 3-935071-13-2
- de Lokalpatri(di)ot : Palatina Viva, 2005, ISBN 3-935071-23-X
- PaLatinos (Chako Music Show) : Fizz Records, 2006
- Beschd of Chako : Palatina Viva, 2006, ISBN 3-935071-29-9
- MundARTacke! : Palatina Viva, 2007, ISBN 3-935071-30-2
- Schäni B'scherung : Comedyanten, 2010
- de {Aller}Ärgschd : Comedyanten, 2010
- Habekostbarkeiten : Comedyanten, 2012
- Schäni B’scherung II : Comedyanten, 2012
- Der Palatinator : Comedyanten 2013
- 'S Allerbeschde vum Beschde : Comedyanten, 2017

### Platten- und CD-Veröffentlichungen in Trinidad und Tobago
- Whitey / Jump Up & Wine, 1994
- Wild Meat / Message From The Underground, 1995
- Jagabat / Fete Cya Done, 1996
- Spinderella, 1998

## Bibliografie
- (als Hrsg.): Dub Poetry. 19 Poets from England and Jamaica. Schwinn, Neustadt 1986, ISBN 3-925077-07-3.
- (als Hrsg.): Dub poetry. 20 Dichter aus Jamaica und England. Schwinn, Neustadt 1987, ISBN 3-925077-03-0.
- Liverpool Experience. Schwinn, Neustadt 1989, ISBN 3-925077-13-8.
- Vun unne. Dub-Poesie in unardischer Mundart. cjm, Speyer 1992, ISBN 3-9801411-7-9.
- Verbal Riddim. The Politics and Aesthetics of African-Caribbean Dub Poetry. Rodopi B.V. Editions, Amsterdam u. a. 1993, ISBN 90-5183-549-3 (Cross-cultures 10), (Zugleich: Mannheim, Univ., Diss., 1991).
- Dialektisch gsehe. Palatina Viva Dyck, Mutterstadt 2000, ISBN 3-935071-00-0.
- Chako babbelt wie gedruckt. Höma Verlag, Offenbach 2010, ISBN 978-3-937329-45-1.
- Pfälzer Habekostbarkeiten. Höma Verlag, Offenbach 2011, ISBN 978-3-937329-56-7.
- Kurpfälzer Habekostbarkeiten. Höma Verlag, Offenbach 2014, ISBN 978-3-937329-93-2.
- mit Britta Habekost: Elwenfels. Höma Verlag, Offenbach 2014, ISBN 978-3-937329-97-0. Überarbeitete Neuauflage unter: Rebenopfer. Piper Verlag, München 2020, ISBN 978-3492315814
- mit Britta Habekost: Elwenfels 2: Schorle für den Scharfschützen. Pfälzische Verlagsanstalt, Ludwigshafen 2016, ISBN 978-3-876293-46-2. Überarbeitete Neuauflage unter: Winzerfluch. Piper Verlag, München 2020, ISBN 978-3492315821
- Gebrauchsanweisung für die Pfalz. Piper Verlag, München 2018, ISBN 978-3492276-98-6.
- mit Britta Habekost: Elwenfels 3: Kräutertee im Dubbeglas. Pfälzische Verlagsanstalt, Ludwigshafen 2018, ISBN 978-3-876293-62-2. Überarbeitete Neuauflage unter: Rieslingmord. Piper Verlag, München 2021, ISBN 978-3492315838
- mit Britta Habekost: Elwenfels 4: Weingartengrab. Piper Verlag, München 2021, EAN 978-3-492-31584-5
- (als Übersetzer): Asterix babbelt pälzisch 3: Asterix als Palatinator (Original: Astérix gladiateur ins Pfälzische). Egmont Comic Collection, 2024, ISBN 978-3-7704-0905-1
- mit Britta Habekost: Weinbergblut. Ein Elwenfels-Krimi. Piper Verlag, München 2025, ISBN 978-3-492-32146-4

## Auszeichnungen
- 1993: Pfälzischer Mundartdichterwettstreit, Nachwuchsförderungspreis
- 1996: Kleinkunstpreis Baden-Württemberg, Förderpreis
- 1999: Obernburger Mühlstein, Publikumspreis
- 2000: Karlsberg Förderpreis Challenge
- 2001: Das große Kleinkunstfestival, Publikumspreis
- 2012: Pfälzischer Mundartdichterwettstreit, Preis der Emichsburg
- 2017: Saumaugen-Orden